# Fernando Casás Estarque

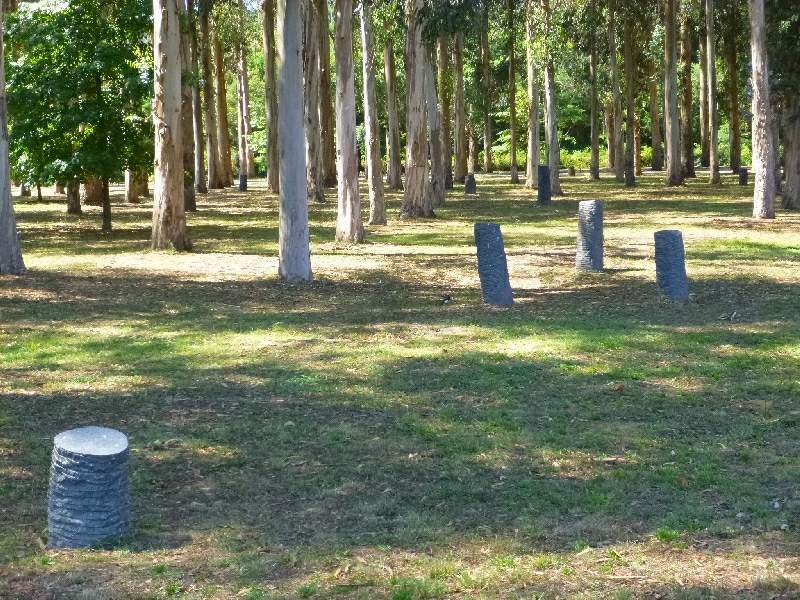
Lamed Vav / Os 36 xustos (1999) en Pontevedra

Fernando Estarque Casás (Gondomar, Espanha, 1946) é um artista plástico, doutor em Belas Artes, professor de escultura.

## Biografia
Fernando Casás é professor na Faculdade de Belas Artes de Pontevedra em Pontevedra (Espanha) e na ESAP - Escola Superior de Artes do Porto (Portugal). É considerado um dos precursores dos movimentos de Arte & Natureza.
Quando criança foi levado por seus pais para o Brasil, aonde se formou na ESDI - Escola Superior de Desenho Industrial do Rio de Janeiro. Nos anos sessenta, influenciado pela natureza tropical, começou a conformar uma série de projetos efêmeros que chama de "Entradas na Natureza". A partir destas intervenções recolhe material desgastado principalmente pelas intempéries e pequenos insetos, encontrados no litoral ou interior, conformando assim uma obra que poderíamos denominar mais formal, e que se desglosou nos anos setenta nas séries "Ciclo do Cupim", "Reciclo", "Labirinto", "Eros/ão", entre outras.
Ao mesmo tempo seguiu com suas Entradas na Natureza, desenvolvendo o seu mais importante projeto, o Projeto Errante, que consta de marcas de pigmento azul que conformam caminhos em lugares encontrados ao azar. É esta uma obra recorrente na trajetória do artista, que a desenvolveu em diferentes países como França, Países Baixos e Espanha. Em 1989 retorna definitivamente a Espanha, desenvolvendo entäo os "Restos Arqueológicos", obras a partir de poliéster que contêm pedaços de paredes de velhas casas. Enquanto em 1992 na Espanha se festeja os 500 anos do descobrimento do novo continente, Casás apresenta uma série de obras críticas a este evento, como as séries América e África, na feira ARCO e a exposição 1492 Fragmentos de América, ambos em Madri; a exposiçäo Ashé ocupando os 1500m² da Antigua Estación Marítima de Vigo e a escultura Opresión, sita na EXPO’92 - Exposição Internacional de Sevilha.
Com uma obra de caráter conceitual que reflexiona sobre o tempo e as marcas da vida,  Casás possui trabalhos em diferentes museus. Sua obra pública, que inovadoramente abre un diálogo entre obras formais, geralmente pedra ou fundição,  com a natureza, sob forma árvores vivas,  pode ser vista na Espanha (Santiago de Compostela, Pontevedra, Bayona), em Israel (Jerusalém) ou no Brasil (Rio de Janeiro – Parque da Catacumba). No Brasil expôs, entre outras, em uma individual no MAM - Museu de Arte Moderna de São Paulo (1991), uma intervenção no MAM - Rio de Janeiro (1984) e na XXIª Bienal Internacional de São Paulo.
Atualmente desenvolve uma pesquisa sobre a energia vital sob forma de fosforescência, presente na sua obra desde os anos sessenta.